# Knölkerův komplex
Knölkerův komplex je organokovová sloučenina železa používaná jako katalyzátor přenosových hydrogenačních reakcí.
Komplex obsahuje hydroxycyklopentadienylový ligand navázaný na Fe(CO)2H centrum. Připravuje se reakcí odpovídajícího trikarbonylu cyklopentadienonu se zásadou a následným okyselením.
Podobný je komplex ruthenia nazývaný Švoův katalyzátor, derivát hydroxycyklopentadienylu také použitelný jako katalyzátor hydrogenací.